# Tigerkidnapping
Tigerkidnapping of tijgerontvoering  is een vorm van ontvoering die voornamelijk gericht is tegen een werknemer waarbij (directe) familie- of gezinsleden worden vastgehouden (gegijzeld) om druk uit te oefenen op die werknemer. Voornamelijk vindt dit plaats om waardepapieren of grote sommen losgeld te ontvangen van een bedrijf of instantie.
De werknemers van instanties waarbij lokaal grote sommen geld voorhanden zijn lopen een verhoogd risico om met deze criminaliteitsvorm in aanraking te komen. Te denken valt aan waardetransporteurs, banken, postkantoren en juweliers.

## Definitie
De term 'tigerkidnapping' werd voor het eerst gebruikt door de Britse politie. Het verwijst naar de wijze waarop de ontvoering vaak gepland en uitgevoerd wordt. Dit heeft iets van de manier waarop een tijger zijn prooi uitkiest, benadert en aanvalt. De ontvoeringen kenmerken zich door het gericht observeren van het beoogde slachtoffer (vaak voor langere tijd) en het nauwkeurig plannen van de ontvoering.
Hoewel de term 'kidnapping' suggereert dat er een kind ontvoerd wordt, is dit zeker niet altijd het geval. Voornamelijk zal de ontvoering gericht zijn op volwassen familieleden waarbij ook kinderen worden betrokken.

## Strafbaar feit

### Nederland
Onder de Nederlandse strafwet is tigerkidnapping strafbaar volgens artikel 282 van het Wetboek van Strafrecht. Dit artikel stelt het strafbaar om iemand wederrechtelijk (tegen zijn zin in) vrijheid te ontnemen. Iemand die zich hieraan strafbaar maakt kan maximaal acht jaar gevangenisstraf tegemoetzien. Wanneer er bijzondere omstandigheden (gevolgen) zijn (zoals zwaar letsel of wanneer iemand gedood wordt), dan kan die gevangenisstraf verhoogd worden tot respectievelijk maximaal 9 of 12 jaar.

### België
De Belgische strafwet spreekt niet letterlijk van tigerkidnapping. Het is een bijzondere modus van de gijzeling (art 347bis Sw).